# Sarcòfag d'Alexandre
El sarcòfag d'Alexandre és un sarcòfag de pedra que data de finals del segle iv aC i que estava decorat per baixos relleus d'Alexandre el Gran. Aquesta obra s'ha conservat increïblement bé i és famosa pel seu gran equilibri estètic. És considerada, la peça més destacada del Museu Arqueològic d'Istanbul.

## Troballa i interpretació
El sarcòfag d'Alexandre és un dels quatre grans sarcòfags trobats a parelles que es van desenterrar en la necròpoli propera a Sidó, Líban, el 1887. Al començament es va creure que podia haver estat el sarcòfag d'Abdalònim (mort el 311 aC.), el rei de Sidó escollit per Alexandre immediatament després de la batalla d'Issos (331 aC.),diversos autors donan suport aquesta teoría. i que Karl Schefold va demostrar de manera convincent, que es va fer després de la mort d'Abdalònim, malgrat l'estil clàssic no influït per Lisip. Sis escultors jònics van signar l'obra en dialecte àtic.

## Descripció

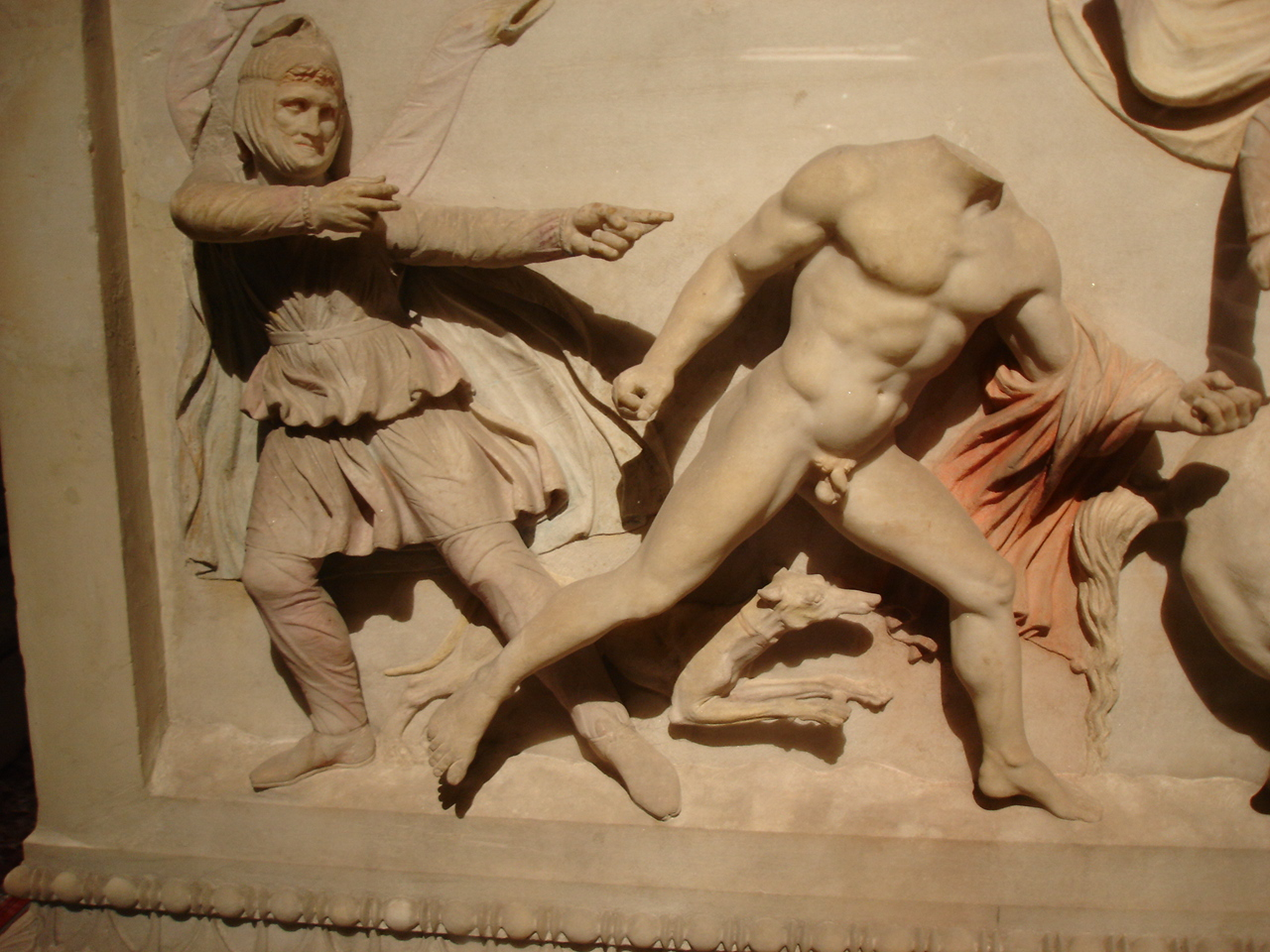
Detall d'un relleu del sarcòfag.

El sarcòfag es va construir amb marbre pentèlic que encara conserva rastres de policromia, amb forma de temple grec.
En un costat de la peça, els relleus mostren a Alexandre lluitant contra els perses en la batalla d'Issos. Volkmar von Graeve ha comparat aquesta escena amb la que mostra el famós mosaic d'Issos a Nàpols, concloent que la iconografia d'ambdues deriva d'una obra comuna, un quadre de Filoxen d'Erètria, ara perdut. Representa Alexandre muntant a cavall, amb una pell de lleó sobre el seu cap, i preparant-se per disparar una llança sobre la cavalleria persa. Alguns estudiosos creuen que la segona figura que apareix a cavall es tracta d'Hefestió de Pel·la, el millor amic d'Alexandre. La tercera figura s'identifica sovint com Perdicas d'Orèstia.
El costat oposat mostra a Alexandre i els macedonis caçant lleons ajunto amb Abdalònim i els perses.
Els costats més curts representen una escena en la qual Abdalònim caça una pantera, i una batalla, possiblement la de Gaza.